# Saison 2002-2003 du Football Club de Grenoble rugby
Cette page présente la saison 2002-2003 du Football club de Grenoble rugby.
Le club réintègre l'élite et constitue même l'une des surprises du championnat de France de top 16 en se qualifiant pour les phases de playoffs après une victoire 14 à 17 au stade Marcel-Michelin face à Montferrand demi-finaliste du championnat de France la saison précédente.

## Équipes participantes
| - SU Agen - AS Béziers - Biarritz olympique - CA Bègles-Bordeaux - CS Bourgoin-Jallieu - Castres olympique - US Colomiers - FC Grenoble (promu) | - US Montauban - Stade montois (promu) - AS Montferrand - RC Narbonne - USA Perpignan - Section paloise - Stade français Paris - Stade toulousain |

## Classement des 2 poules de 8
Les tableaux ci-après donnent la position des équipes après la phase préliminaire de classement. Les équipes classées aux quatre premières places de chaque poule sont qualifiées pour les quarts de finale

### Poule 1

#### Résultat des matchs
| Clubs                | BIA   | BOR   | BOU   | CAS   | GRE   | MTB   | ASM   | STF   |
| Biarritz olympique   |       | 41-13 | 30-16 | 34-27 | 30-27 | 30-12 | 24-16 | 22-5  |
| CA Bordeaux-Bègles   | 15-22 |       | 36-21 | 30-20 | 26-10 | 31-10 | 20-20 | 15-6  |
| CS Bourgoin-Jallieu  | 39-13 | 31-26 |       | 26-26 | 21-15 | 19-6  | 37-10 | 38-28 |
| Castres olympique    | 18-39 | 24-21 | 27-22 |       | 47-19 | 15-15 | 24-21 | 15-34 |
| FC Grenoble          | 22-14 | 40-0  | 17-5  | 36-28 |       | 38-9  | 21-22 | 3-9   |
| US Montauban         | 25-13 | 22-15 | 15-16 | 18-17 | 16-27 |       | 24-17 | 22-22 |
| AS Montferrand       | 16-20 | 20-6  | 21-11 | 22-0  | 14-17 | 55-7  |       | 22-12 |
| Stade français Paris | 22-15 | 30-19 | 20-12 | 35-15 | 25-13 | 43-27 | 15-3  |       |

|  | Victoire à domicile |  | Match nul |  | Défaite à domicile |

#### Classement
| Rang | Club                   | J  | V  | N | D | Pm  | Pe  | Diff | Pts |
| ---- | ---------------------- | -- | -- | - | - | --- | --- | ---- | --- |
| 1    | Biarritz olympique (T) | 14 | 10 | 0 | 4 | 347 | 273 | +74  | 34  |
| 2    | Stade français Paris   | 14 | 9  | 1 | 4 | 306 | 241 | +65  | 33  |
| 3    | CS Bourgoin-Jallieu    | 14 | 7  | 1 | 6 | 314 | 290 | +24  | 29  |
| 4    | FC Grenoble (P)        | 14 | 7  | 0 | 7 | 305 | 266 | +39  | 28  |
| 5    | ASM Clermont           | 14 | 6  | 1 | 7 | 279 | 238 | +41  | 27  |
| 6    | CA Bordeaux-Bègles     | 14 | 5  | 1 | 8 | 273 | 317 | -44  | 25  |
| 7    | Castres olympique      | 14 | 4  | 2 | 8 | 303 | 372 | -69  | 24  |
| 8    | US Montauban           | 14 | 4  | 2 | 8 | 228 | 358 | -130 | 24  |

|  | Qualifiés pour la seconde phase de poule (#1, #2, #3, #4). |
|  | T : Tenant du titre 2002 • P : Promu 2002 V : Victoires • N : Matches Nuls • D : Défaites • PP : Points Pour (marqués) • PC : Points Contre (encaissés) • Diff : Différence de points |

### Poule 2

#### Résultat des matchs
| Clubs            | AGE   | BEZ   | COL   | MDM   | NAR   | PAU   | PER   | TOU   |
| SU Agen          |       | 35-12 | 19-12 | 34-8  | 30-6  | 58-13 | 18-6  | 27-19 |
| AS Béziers       | 26-30 |       | 32-9  | 29-7  | 31-24 | 15-15 | 9-34  | 15-18 |
| US Colomiers     | 9-35  | 23-16 |       | 33-28 | 29-12 | 12-6  | 14-9  | 18-38 |
| Stade montois    | 6-16  | 32-20 | 32-24 |       | 15-15 | 17-25 | 22-23 | 6-42  |
| RC Narbonne      | 22-10 | 32-26 | 34-7  | 26-5  |       | 28-22 | 18-13 | 16-31 |
| Section paloise  | 16-18 | 31-25 | 40-28 | 34-13 | 40-25 |       | 17-6  | 20-20 |
| USA Perpignan    | 16-23 | 22-6  | 32-3  | 50-6  | 39-0  | 24-12 |       | 32-17 |
| Stade toulousain | 27-6  | 39-19 | 12-6  | 36-11 | 32-24 | 28-16 | 43-20 |       |

|  | Victoire à domicile |  | Match nul |  | Défaite à domicile |

#### Classement
| Rang | Club              | J  | V  | N | D  | Pm  | Pe  | Diff | Pts |
| ---- | ----------------- | -- | -- | - | -- | --- | --- | ---- | --- |
| 1    | SU Agen           | 14 | 12 | 0 | 2  | 359 | 198 | +161 | 38  |
| 2    | Stade toulousain  | 14 | 11 | 1 | 2  | 402 | 236 | +166 | 37  |
| 3    | USA Perpignan     | 14 | 8  | 0 | 6  | 326 | 208 | +118 | 30  |
| 4    | Section paloise   | 14 | 6  | 2 | 6  | 307 | 317 | -10  | 28  |
| 5    | RC Narbonne       | 14 | 6  | 1 | 7  | 282 | 330 | -48  | 27  |
| 6    | Colomiers Rugby   | 14 | 5  | 0 | 9  | 227 | 345 | -118 | 24  |
| 7    | AS Béziers        | 14 | 3  | 1 | 10 | 281 | 351 | -70  | 21  |
| 8    | Stade montois (P) | 14 | 2  | 1 | 11 | 208 | 407 | -199 | 19  |

|  | Qualifiés pour la seconde phase de poule (#1, #2, #3, #4).                                                                                                 |
|  | P : Promu 2002 V : Victoires • N : Matches Nuls • D : Défaites • PP : Points Pour (marqués) • PC : Points Contre (encaissés) • Diff : Différence de points |

## Classement des 2 poules de 8(Play-offs)
|  | Demi-finales                                       | Demi-finales                                     |                      |    | Finale                                          | Finale                                          |
|  | Demi-finales                                       | Demi-finales                                     |                      |    | Finale                                          | Finale                                          |
|  |                                                    |                                                  |                      |    |                                                 |                                                 |
|  | le 31 mai 2003 au Stade Chaban-Delmas (Bordeaux)   | le 31 mai 2003 au Stade Chaban-Delmas (Bordeaux) |                      |    | le 7 juin 2003 au Stade de France (Saint-Denis) | le 7 juin 2003 au Stade de France (Saint-Denis) |
|  | le 31 mai 2003 au Stade Chaban-Delmas (Bordeaux)   | le 31 mai 2003 au Stade Chaban-Delmas (Bordeaux) |                      |    | le 7 juin 2003 au Stade de France (Saint-Denis) | le 7 juin 2003 au Stade de France (Saint-Denis) |
|  | Biarritz olympique                                 | 9                                                |                      |    | le 7 juin 2003 au Stade de France (Saint-Denis) | le 7 juin 2003 au Stade de France (Saint-Denis) |
|  | Biarritz olympique                                 | 9                                                |                      |    | le 7 juin 2003 au Stade de France (Saint-Denis) | le 7 juin 2003 au Stade de France (Saint-Denis) |
|  | Stade français Paris                               | 32                                               |                      |    | le 7 juin 2003 au Stade de France (Saint-Denis) | le 7 juin 2003 au Stade de France (Saint-Denis) |
|  | Stade français Paris                               | 32                                               | Stade français Paris | 32 |                                                 |                                                 |
|  | le 31 mai 2003 au Stade de la Mosson (Montpellier) |                                                  | Stade français Paris | 32 |                                                 |                                                 |
|  |                                                    | Stade toulousain                                 | 18                   |    |                                                 |                                                 |
|  | Stade toulousain                                   | Stade toulousain                                 | 18                   | 22 |                                                 |                                                 |
|  | Stade toulousain                                   |                                                  |                      | 22 |                                                 |                                                 |
|  | SU Agen                                            | 16                                               |                      |    |                                                 |                                                 |
|  | SU Agen                                            | 16                                               |                      |    |                                                 |                                                 |

| Date     | Équipe 1            | Équipe 2            | Résultat |
| -------- | ------------------- | ------------------- | -------- |
| 15 mars  | Biarritz olympique  | Stade toulousain    | 22-15    |
| 15 mars  | CS Bourgoin-Jallieu | Section paloise     | 49-23    |
| 5 avril  | Stade toulousain    | CS Bourgoin-Jallieu | 37-19    |
| 5 avril  | Section paloise     | Biarritz olympique  | 30-39    |
| 19 avril | Section paloise     | Stade toulousain    | 33-55    |
| 19 avril | CS Bourgoin-Jallieu | Biarritz olympique  | 14-6     |
| 3 mai    | Biarritz olympique  | CS Bourgoin-Jallieu | 39-16    |
| 3 mai    | Stade toulousain    | Section paloise     | 58-23    |
| 10 mai   | Stade toulousain    | Biarritz olympique  | 34-20    |
| 10 mai   | Section paloise     | CS Bourgoin-Jallieu | 17-15    |
| 17 mai   | CS Bourgoin-Jallieu | Stade toulousain    | 82-19    |
| 17 mai   | Biarritz olympique  | Section paloise     | 31-23    |

| Rang | Club                 | J | V | N | D | Pm  | Pe  | Diff | Pts |
| ---- | -------------------- | - | - | - | - | --- | --- | ---- | --- |
| 1    | Stade français Paris | 6 | 5 | 0 | 1 | 167 | 111 | +56  | 16  |
| 2    | SU Agen              | 6 | 4 | 0 | 2 | 142 | 121 | +21  | 14  |
| 3    | USA Perpignan        | 6 | 2 | 0 | 4 | 119 | 136 | -17  | 10  |
| 4    | FC Grenoble          | 6 | 1 | 0 | 5 | 127 | 187 | -60  | 8   |

| Date     | Équipe 1             | Équipe 2             | Résultat |
| -------- | -------------------- | -------------------- | -------- |
| 15 mars  | FC Grenoble          | Stade français Paris | 7-28     |
| 15 mars  | SU Agen              | USA Perpignan        | 18-12    |
| 4 avril  | USA Perpignan        | FC Grenoble          | 38-14    |
| 5 avril  | Stade français Paris | SU Agen              | 28-16    |
| 18 avril | USA Perpignan        | Stade français Paris | 12-23    |
| 19 avril | SU Agen              | FC Grenoble          | 25-16    |
| 3 mai    | FC Grenoble          | SU Agen              | 28-31    |
| 3 mai    | Stade français Paris | USA Perpignan        | 24-19    |
| 10 mai   | Stade français Paris | FC Grenoble          | 53-27    |
| 10 mai   | USA Perpignan        | SU Agen              | 26-22    |
| 17 mai   | SU Agen              | Stade français Paris | 30-11    |
| 17 mai   | FC Grenoble          | USA Perpignan        | 35-12    |

| Rang | Club                | J | V | N | D | Pm  | Pe  | Diff | Pts |
| ---- | ------------------- | - | - | - | - | --- | --- | ---- | --- |
| 1    | Biarritz olympique  | 6 | 4 | 0 | 2 | 157 | 132 | +25  | 14  |
| 2    | Stade toulousain    | 6 | 4 | 0 | 2 | 218 | 199 | +19  | 14  |
| 3    | CS Bourgoin-Jallieu | 6 | 3 | 0 | 3 | 195 | 141 | +54  | 12  |
| 4    | Section paloise     | 6 | 1 | 0 | 5 | 149 | 247 | -98  | 8   |

|  | Qualifiés pour les demi-finales et la Coupe d'Europe 2003-2004 (#1, #2).                                                                    |
|  | Qualifiés pour la Coupe d'Europe 2003-2004 (#3).                                                                                            |
|  | V : Victoires • N : Matches Nuls • D : Défaites • PP : Points Pour (marqués) • PC : Points Contre (encaissés) • Diff : Différence de points |

## Challenge Européen
- Seizièmes de finale :

| Équipes (match aller-retour) | Résultat |
| ---------------------------- | -------- |
| FC Grenoble-Newcastle        | 12-19    |
| Newcastle-FC Grenoble        | 33-17    |

## Bouclier européen
- Huitièmes de finale :

| Équipes (match aller-retour)  | Résultat |
| ----------------------------- | -------- |
| Castres Olympique-FC Grenoble | 14-13    |
| FC Grenoble-Castres Olympique | 30-31    |

## Coupe de la ligue
- Seizièmes: Aubenas-Grenoble 15-23
- Huitièmes: Grenoble-Perpignan 17-30

## Entraîneurs
L'équipe professionnelle est encadrée par
| Nom               | Poste    | Nationalité |
| ----------------- | -------- | ----------- |
| Jacques Delmas    | Général  | France      |
| Pierre Trémouille | Arrières | France      |
| Sylvain Bégon     | Avants   | France      |

## Effectif de la saison 2002-2003
| Nom                        | Poste                  | Naissance         | Nationalité      |
| -------------------------- | ---------------------- | ----------------- | ---------------- |
| Petru Bălan                | Pilier                 | 12 juillet 1976   | Roumanie         |
| Martial Bigou              | Pilier                 | 13 janvier 1977   | France           |
| Franck Gentil              | Pilier                 | 22 novembre 1971  | France           |
| Jérôme Iribarne            | Pilier                 | 18 janvier 1981   | France           |
| Andrew Le Chevalier        | Pilier                 | 5 novembre 1975   | Angleterre       |
| Agustin Lopresti           | Pilier                 | 15 novembre 1974  | Argentine        |
| Anthony Vigna              | Pilier                 | 7 juillet 1976    | France           |
| Michael Vukovic            | Pilier                 | 1er mars 1980     | France           |
| Jean-François Martin-Culet | Talonneur              | 19 janvier 1972   | France           |
| Laurent Pedrosa            | Talonneur              | 21 novembre 1970  | France           |
| John Blaikie (en)          | Deuxième ligne         | 28 décembre 1973  | Nouvelle-Zélande |
| Yogane Corréa              | Deuxième ligne         | 24 octobre 1974   | Sénégal / France |
| Adam Jackson               | Deuxième ligne         | 28 janvier 1973   | Pays de Galles   |
| Legi Matiu                 | Deuxième ligne         | 17 janvier 1969   | France           |
| Leonardo Roldan            | Deuxième ligne         | 24 juin 1972      | Argentine        |
| Alexandre Chazalet         | Troisième ligne aile   | 13 mars 1974      | France           |
| Florin Corodeanu           | Troisième ligne aile   | 26 mars 1977      | Roumanie         |
| Julien Frier               | Troisième ligne aile   | 28 septembre 1974 | France           |
| Gwendal Ollivier           | Troisième ligne aile   | 27 décembre 1977  | France           |
| Pierre Pardon              | Troisième ligne aile   | 16 mars 1980      | France           |
| Daniel Browne              | Troisième ligne centre | 16 avril 1979     | Nouvelle-Zélande |
| Florian Faure              | Troisième ligne centre | 26 mars 1983      | France           |
| Petre Mitu                 | Demi de mêlée          | 22 mars 1977      | Roumanie         |
| Antoine Nicoud             | Demi de mêlée          | 30 avril 1979     | France           |
| Lionel Ringeval            | Demi de mêlée          | 18 février 1977   | France           |
| Thomas Bonnefoy            | Demi d'ouverture       | 25 mai 1978       | France           |
| Cerith Rees                | Demi d'ouverture       | 1er mars 1979     | Pays de Galles   |
| Andreï Chaliouta           | Centre                 | 13 avril 1973     | Russie           |
| Denis Lison                | Centre                 | 25 février 1983   | France           |
| Rickus Lubbe               | Centre                 | 19 mai 1976       | Afrique du Sud   |
| José Orengo                | Centre                 | 26 avril 1976     | Argentine        |
| Chris Yates                | Centre                 | 13 mai 1971       | Angleterre       |
| Jean-Victor Bertrand       | Ailier                 | 12 mars 1972      | France           |
| Nicolas Carmona            | Ailier                 | 1er mars 1980     | France           |
| Alewyn Joubert             | Ailier                 | 8 juillet 1967    | Afrique du Sud   |
| François Plisson           | Ailier                 | 9 novembre 1973   | France           |
| Mark Beale                 | Arrière                | 25 novembre 1972  | Nouvelle-Zélande |
| Frédéric Benazech          | Arrière                | 13 novembre 1972  | France           |

### Équipe-Type
1. Petru Bălan  2. Jean-François Martin-Culet 3. Anthony Vigna 

4. John Blaikie 5. Legi Matiu 

6. Julien Frier  8. Daniel Browne 7. Alexandre Chazalet 

9. Antoine Nicoud 10. Mark Beale 

11. Jean-Victor Bertrand 12. José Orengo ou Andrei Chaliouta 13. Rickus Lubbe 14. Nicolas Carmona

15. Frédéric Benazech